# Skupina Lipošćak
Skupina Lipošćak (izvirno nemško Gruppe Lipošćak) je bil korpus avstro-ogrske kopenske vojske, ki je bil aktiven med prvo svetovno vojno.

## Zgodovina
Korpus je deloval med julijem in oktobrom 1917, ko je bil preimenovan v 9. korpus.

## Poveljstvo
Poveljniki (Kommandanten)
- Anton Lipošćak: julij - oktober 1917

Načelniki štaba (Stabchefs)
- Theodor Gyurits von Vitesz-Sokolgrada: julij - oktober 1917